# Światowy Dzień przeciw Karze Śmierci
Światowy dzień przeciw Karze śmierci – organizowana co roku 10 października inicjatywa przeciwko karze śmierci. Ustanowiła ją w 2003 Światowa Koalicja Organizacji Pozarządowych. Udzieliła jej poparcia Rada Europy, która stworzyła Europejski Dzień Przeciwko Karze Śmierci, popiera ją też Unia Europejska, sprzeciwiająca się stosowaniu kary śmierci w jakichkolwiek okolicznościach. Wydarzenia tego typu spotykają się również z poparciem osób publicznych m.in. Joanny Senyszyn.